# Kees Verwey
Kees Verwey (Ámsterdam,  20 de abril de 1900 - Haarlem, 23 de julio de 1995) fue un pintor neerlandés, acuarelista y dibujante. Es el sobrino del poeta y literato, Albert Verwey.
Verwey fue alumno de Henri Frédéric Boot, el fundador de la Escuela de Haarlem   y de  Johannes Hendricus Jurres. Entre sus obras se incluyen bodegones, retratos, acuarelas y piezas de estudio, para las que su propio estudio junto al río Spaarne en Haarlem, sirvió como telón de fondo. Se mantuvo activo en la vejez. Su estilo proviene del impresionismo. En su obra pictórica se perciben influencias de Breitner y del divisionismo de Seurat entremezcladas entre sí, dentro de una síntesis personal del impresionismo y el colorismo.
Fue amigo de la escultora Charlotte van Pallandt.
En 1949 el comisario de exposiciones y artista Daniël Schwagermann escribió el libro  Geschilderd portret van Lodewijk van Deyssel door Kees Verwey (Retrato pictórico de Lodewijk van Deyssel por Kees Verwey)
A principio de la década de 1950 el arte neerlandés tuvo una marcada tendencia hacia la abstracción y al experimentalismo. A esta hicieron frente un grupo de acuarelistas entre los que estaban Gerard Hordijk , Otto de Kat y Kees Verwey.
Cuando el escritor y poeta Antony Kok se traslada a Haarlem en 1952 es retratado por Kees Verwey. Entre  1953 y 1954 produce cuarenta retratos de Antony Kok.  Entre 1954 y 1955, estos dibujos se exhibieron bajo el título ‘30 × 1 model’ en ‘40 × 1 portret’, en el Stedelijk Museum de Ámsterdam y el Van Abbe Museum de Eindhoven.
Una fundación con su nombre: la Kees Verwey Foundation, está dedicada a la promoción del arte contemporáneo y la conservación de los bienes artísticos. Entre otros proyectos fue la encargada de restaurar uno de los edificios del Museum De Hallen, en Haarlem.
La obra pictórica de Kees Verwey tiene gran aceptación en el mercado del arte. Prueba de ello pueden ser las más de 250 notificaciones de venta o subasta de las páginas web especializadas.
Actualidad

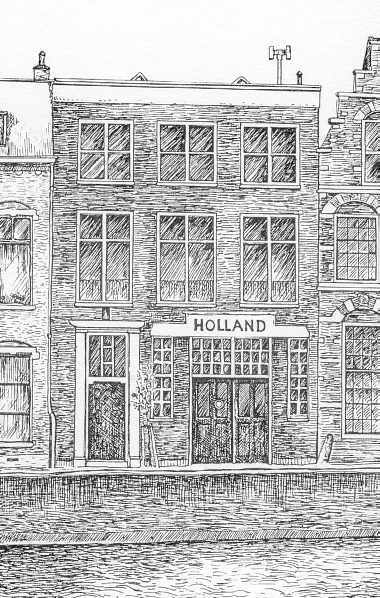
Dibujo del almacén y oficina de la editorial Holand, en Haarlem. A la derecha está la antigua casa y estudio de Kees Verwey.

- 2010 Una importante muestra retrospectiva del pintor ha sido presentada en el museum Jan van der Togt[9]

- 2007 Exposición de 80 de sus obras en el  museum De Buitenplaats, Eeldeen la muestra se incluyeron 20 esculturas de Charlotte van Pallandt. La exposición se trasladó al museum Het Nijenhuis, en Heino, y a De Fundatie, en Zwolle.

Exposición Kees Verwey-Henri Boot en el Museum De Hallen , en Haarlem,Centrada en la relación maestro-discípulo de los dos artistas de Haarlem. El museo municipal de Maassluis presentó de forma paralela las acuarelas de Kees Verwey junto a trabajos de Henk Fonville (mayo-agosto de 2007).